# Emporté (1916)
L'Emporté est une canonnière de lutte anti-sous-marine de la Marine nationale française, l’un des 23 navires de classe Ardent construits. Le navire est lancé en 1916 aux Ateliers et chantiers de la Loire à Saint-Nazaire et mis en service dans la Marine nationale la même année. Il sert durant la Première Guerre mondiale et l’entre-deux-guerres. Le navire a été rayé de la liste de la flotte en 1927.

## Conception
Les canonnières de classe Ardent ont été commandées dans le cadre du programme d’expansion de la flotte française de 1916 et 1917,. En 1916, l’état-major de la marine française commanda 23 canonnières anti-sous-marines (ASM), de 266 tonnes, à machines à vapeur à triple expansion, qui furent nommés « classe Ardent ». Les navires étaient fondamentalement identiques aux canonnières de classe Friponne. Ils s’en distinguaient principalement par le type de propulsion : les canonnières de classe Friponne utilisaient des moteurs Diesel, mais les navires de type Ardent étaient équipés de machines à vapeur, dans de nombreux cas récupérées sur de vieux torpilleurs mis hors service,. Ils différaient donc sensiblement les uns des autres en ce qui concerne la puissance et la vitesse. Ils avaient tous des étraves en forme d’arc, mais ils différaient par la forme des superstructures et leur équipement.
L'Emporté était conçu pour la lutte anti-sous-marine,. Sa coque avait une longueur hors tout de 60,2 mètres, une largeur de 7,2 mètres et un tirant d'eau de 2,9 mètres,,,. Son déplacement était de 266 tonnes à charge normale et de 400 tonnes à pleine charge,.
Le navire était propulsé par une machine à vapeur alternative verticale à triple expansion d’une puissance de 1200 à 1500 ch, entraînant une hélice unique,. La vapeur était fournie par deux chaudières à charbon système du Temple ou Normand,. La vitesse maximale du navire était comprise entre 14 et 17 nœuds,,,.
Le navire transportait 85 tonnes de combustible, ce qui lui permettait d’atteindre une autonomie de 2000 milles marins à une vitesse de 10 nœuds,.
L’armement de la canonnière se composait de deux canons de 100 mm modèle 1897 et de deux rampes pour larguer des grenades anti-sous-marines,,,.
L’équipage du navire était composé de 55 officiers, officiers mariniers et matelots,,,.

## Historique
L'Emporté a été construit aux Ateliers et chantiers de la Loire à Saint-Nazaire,,. Il a été mis en chantier en 1916 et lancé la même année,.

### Première Guerre mondiale
L'Emporté est mis en service dans la Marine nationale en 1916, (ou le 6 mai 1917 selon d’autres sources. La canonnière a servi dans le golfe de Gascogne,. Elle est affectée à la division de Gascogne, et effectue en 1917-1918 des escortes et des patrouilles dans le secteur de la baie de Biscarrosse,. Cette période n’est marquée que par un évènement notable : le 22 juillet 1917, le quartier-maître mécanicien Joseph Marie Courtete, né le 25 décembre 1891 à Berné (Morbihan), tombe dans un bassin à Saint-Nazaire (Loire-Atlantique) et se noie accidentellement,.

### Entre-deux-guerres
Tous les navires de classe Ardent ont survécu à la guerre. La majorité sont convertis dans les années 1920 en dragueurs de mines, avec l’ajout d’un équipement mécanique de dragage. Le navire a été ainsi converti entre 1918 et 1920,. Il remplit cette fonction dans l’entre-deux-guerres jusqu’à la fin de son service, qui eut lieu en 1927,.
L'Emporté est reclassé en 1924 comme aviso de 2e classe, mais l'année suivante, en 1925, il redevient une canonnière. Le navire est désarmé le 17 mai 1927,.